# Walter Lohmann (Radsportler)
Walter Lohmann auf „seiner“ Bochumer Radrennbahn im Jahr 1941

Link zum Bild

Walter Lohmann (* 21. Juli 1911 in Bochum, Deutschland; † 18. April 1993 in Sion, Schweiz) war ein deutscher Radrennfahrer.

## Radsport-Karriere

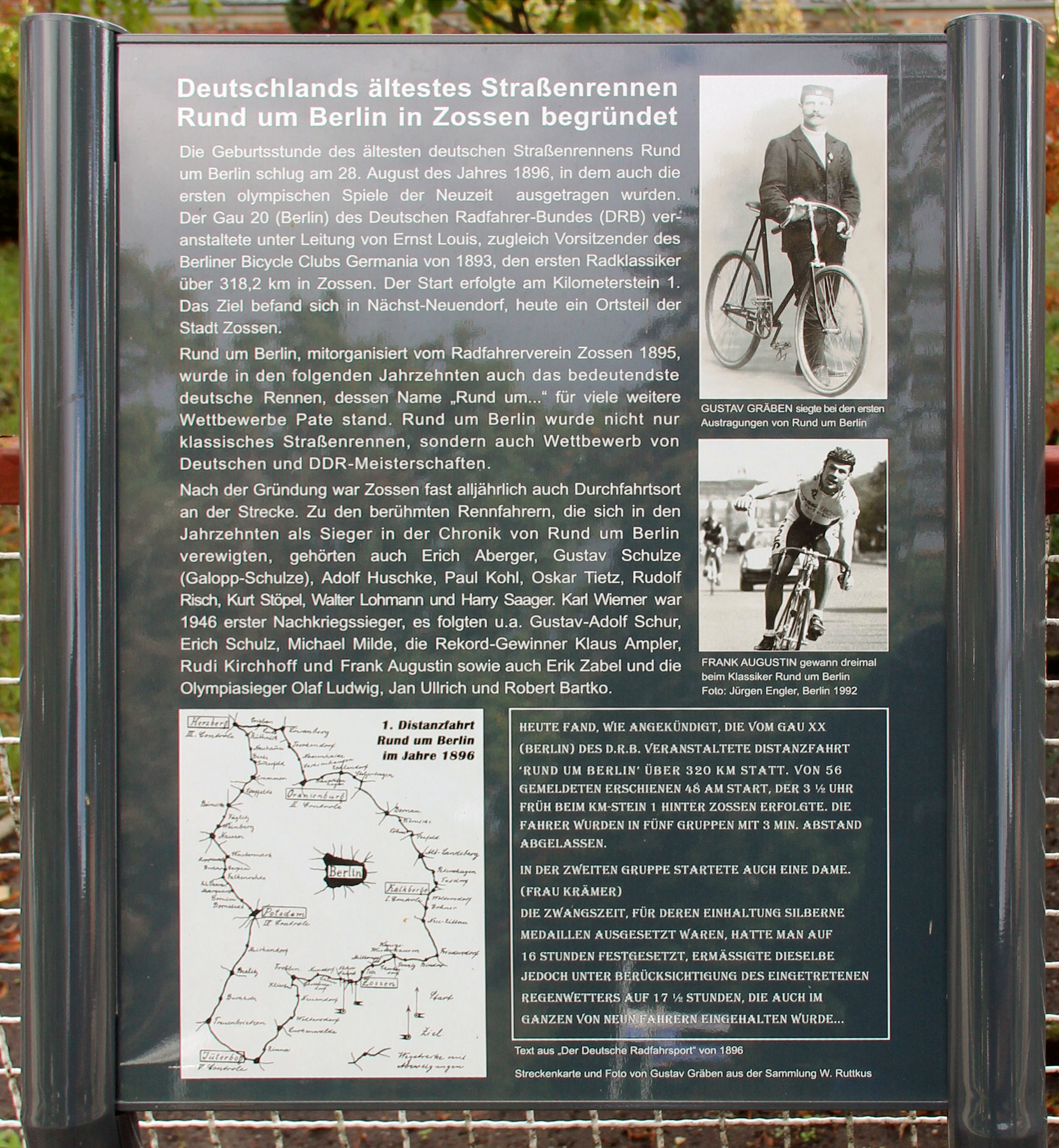
Gedenktafel für Deutschlands ältestes Straßenrennen in Zossen

Walter Lohmann, Mitglied des Bochumer „RV Sturmvogel 04“, war der populärste deutsche Steher von den 1930er bis in die 1950er Jahre hinein. In seiner Heimatstadt wurde er wiederholt zum größten Sportler Bochums erklärt.
Als Jugendlicher hatte er sich zunächst für Fußball und Leichtathletik interessiert; er besuchte die Handelsschule und absolvierte eine kaufmännische Lehre. 1927  begann er als Straßenfahrer. Als Amateur gewann er 1932 die Rennen Berlin–Cottbus–Berlin, Bochum-Münster-Bochum, Rund um Dortmund und belegte im selben Jahr den sechsten Platz bei der UCI-Straßen-Weltmeisterschaft der Amateure. Danach wechselte er auf die Bahn und gewann 1934 das Sechstagerennen in Berlin (mit Viktor Rausch); beim Sechstagerennen in New York stürzte er und brach sich das Schlüsselbein. Schon seit 1934 fuhr er aber hauptsächlich Steherrennen. Seine ersten Steherrennen bestritt er hinter dem Schrittmacher Willy Heßlich in einem Nachwuchswettbewerb für neue Steher 1934 in Forst.
In den Jahren 1935 und 1936 gewann er den Großen Weihnachtspreis der Steher in Dortmund. 1938 gewann er den Großen Preis der Stadt Leipzig im Steherrennen. Er errang bei den UCI-Bahn-Weltmeisterschaften 1937 in Ordrup bei Kopenhagen Gold und 1938 in Amsterdam Silber. Von 1938 bis 1953 wurde er zehn Mal Deutscher Stehermeister der Profis, 1935 und 1947 wurde er Vize-Meister und 1939 Dritter der Meisterschaft. Im Jahr 1952 holte er bei der Weltmeisterschaft in Paris nochmals Silber. Das Goldene Rad von Erfurt gewann er 1942 und 1953. Allein sechsmal konnte er das Goldene Rad von Berlin gewinnen. Insgesamt gewann er in seiner Laufbahn mehr als 600 Rennen.
Im Februar 1954 wurde Lohmann bis zum Juni vorläufig gesperrt, weil er den Sportlichen Leiter des Sechstagerennens Otto Weckerling, von dem er sich seit längerem benachteiligt fühlte, niedergeboxt hatte. Zudem warfen er und Gustav Kilian Weckerling vor, Rennen manipuliert zu haben. Nach einer Verhandlung wurde Lohmann, bei welcher sich die Vorwürfe von ihm und Kilian nicht beweisen lassen konnten, die Lizenz für zwei Jahre entzogen, was jedoch später auf rund ein Jahr verkürzt wurde.
Am 24. Oktober 1955 stellte Walter Lohmann auf der Radrennbahn im Stadion am Zoo in Wuppertal mit 44 Jahren zwei Weltrekorde hinter Schrittmacher auf: Für 100 Kilometer benötigte er 1:03,40 Stunden, und er stellte einen neuen Stundenweltrekord über 96,016 Kilometer auf. Wegen Regens hatten sich die Rekordversuche bis in die Nacht verzögert, so dass die Polizei erschien, da sich Anwohner wegen des Lärms beschwert hatten. Am 16. September 1957 fuhr Lohmann sein Abschiedsrennen auf der Stadionbahn in Frankfurt.

## Berufliches
Anfang der 1950er Jahre hatte Walter Lohmann in der Bochumer Innenstadt ein großes Grundstück erworben. Dort eröffnete er ein Restaurant; zudem besaß er eine Tankstelle am Südring / Ecke Neustraße. Für wenige Monate war er als Bundestrainer der Steher tätig, gab diese Tätigkeit jedoch wegen Streitigkeiten mit dem Bund Deutscher Radfahrer vorzeitig auf. Im Frühjahr 1962 gründete er eine Steherschule in Frankfurt, in der er junge Rennfahrer wie Horst Staudacher für Steherrennen ausbildete. 1979 stürzte er beim Skifahren und zog sich schwere Verletzungen zu. In der Folge wurde er zum Pflegefall, betreut von seiner Frau Irmgard, die 2006 starb.

## Ehrungen

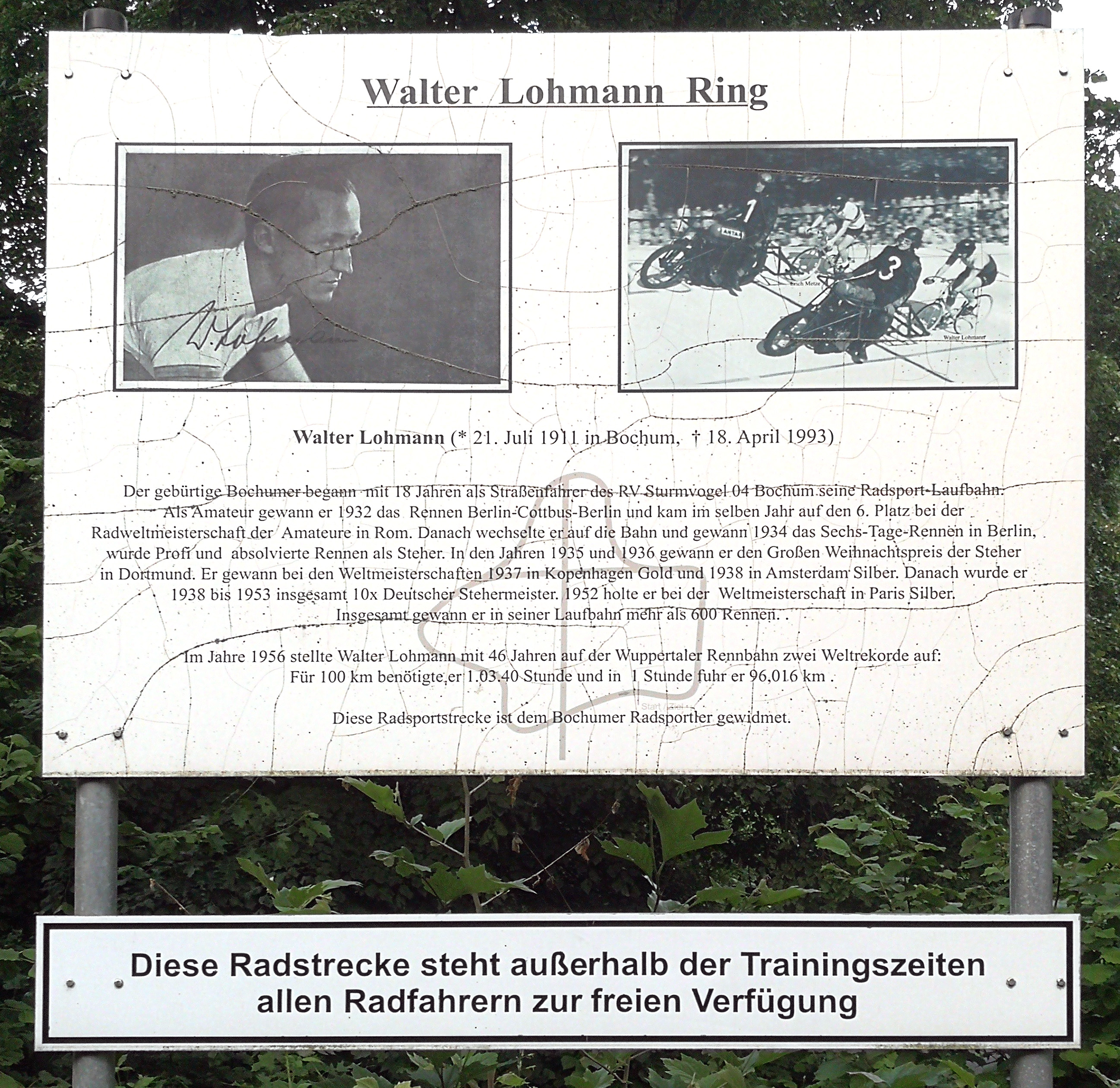
Erinnerungstafel an Walter Lohmann auf dem nach ihm benannten Trainingsring

1951 wurde Walter Lohmann von seiner Heimatstadt Bochum als verdienter Sportler geehrt, zusammen mit Hans Meiser, dem Westfalenmeister über 4000 Meter Verfolgungsfahrten.
1996 wurde die Steherschule in Forst nach ihm benannt. Seit 2005 erinnerte die Walter-Lohmann-Gedächtnistrophäe im Rahmen des Sparkassen Giros Bochum an den Radprofi. 2009 wurde in Bochum eine Trainingsstrecke für Radsportler „Walter-Lohmann-Ring“ getauft.